# Aptinus displosor
Aptinus displosor is een keversoort uit de familie van de loopkevers (Carabidae). De wetenschappelijke naam van de soort is voor het eerst geldig gepubliceerd in 1811 door L. Dufour.